# ボーヴァ
ボーヴァ（イタリア語: Bova）は、イタリア共和国カラブリア州レッジョ・カラブリア県にある、人口約400人の基礎自治体（コムーネ）。

## 地理

### 位置・広がり

#### 隣接コムーネ
隣接するコムーネは以下の通り。
- アフリコ
- ボーヴァ・マリーナ
- コンドフーリ
- パリッツィ
- ログーディ
- スタイーティ

## 文化・観光
「イタリアの最も美しい村」クラブ加盟コムーネである。